# Tim Stapleton
Tim Stapleton, född 19 juli 1982 i Forest Park, Illinois, är en amerikansk professionell ishockeyspelare som spelar för Spartak Moskva i ryska KHL.
I augusti 2016 värvades han av Färjestad BK i SHL. Stapleton blev en besvikelse i Färjestad, då han endast noterades för fyra poäng (1+3) på 20 spelade matcher. I november 2016 valde Färjestad att bryta kontraktet med Stapleton.
Stapleton har tidigare spelat för bland annat Jokerit i FM-ligan samt för NHL-lagen Winnipeg Jets, Toronto Maple Leafs och Atlanta Thrashers.

## Klubbar
- Green Bay Gamblers 2000–2002
- University of Minnesota Duluth 2002–2006
- Jokerit 2006–2008
- Toronto Maple Leafs 2008–09
- Toronto Marlies 2008–09
- Chicago Wolves 2009–10
- San Antonio Rampage 2010
- Atlanta Thrashers 2010–11
- Winnipeg Jets 2011–2012
- Dinamo Minsk 2012–2013
- Ak Bars Kazan 2013–2014
- Neftechimik Nizjnekamsk 2014
- Metallurg Magnitogorsk 2014–2015
- EHC Biel 2015–2016
- Färjestad BK 2016
- Spartak Moskva 2016-